# Docol
Docol este un oraș din Somalia, situat 30 km est de la Gaalkacyo.